# Hybalus baguenae
El unicornio de Báguena (Hybalus baguenae) es un coleóptero de la subfamilia Orphninae.

## Distribución geográfica
Habita en el sur de la España peninsular.
Calificada como vulnerable en el Libro Rojo de los Invertebrados de Andalucía.